# Hôtel de Reviers
L’hôtel de Reviers est un bâtiment situé à Fontainebleau, en France. Il est partiellement inscrit aux monuments historiques depuis 1990.

## Situation et accès
L’édifice est situé au no 38 de la rue du Château, dans le centre-ville de Fontainebleau. Plus largement, il se trouve dans le département de Seine-et-Marne, en région Île-de-France.

## Statut patrimonial et juridique
Les façades et toitures, les deux pavillons dans le jardin ainsi que le jardin font l’objet d’une inscription au titre des monuments historiques par arrêté du 11 juillet 1990, en tant que propriété privée.